# Salvatore Garau
Salvatore Garau (n. 3 noiembrie 1953, Santa Giusta, Sardinia, Italia) este un pictor și artist italian. Lucrările sale abordează adesea teme precum protecția mediului și etica socială.

## Piața de artă
În 2021, la licitația Art-Rite din Milano, a fost vândută lucrarea In front of you (Davanti a te, 2021) a lui Salvatore Garau, pe o foaie de hârtie semnată, la prețul de € 27.120, plus comisionul .

## Muzee
- Muzeul de Artă Modernă din San Francisco (italiană San Francisco Museum of Modern Art)
- Colecția Farnesina (italiană Collezione Farnesina), muzeu al Ministerului Afacerilor Externe al Italiei, Roma (Cădere lângă lac cu sculptură), colecție a guvernului italian.
- Ambasada Italiei în Brazilia (italiană Ambasciata d'Italia in Brasile), Brasília, Grigio con titolo (2003), o lucrare realizată în acril pe PVC (70 × 200 cm), achiziționată de Ministerul Afacerilor Externe al Italiei.
- Muzeul Secolului XX (italiană Museo del Novecento), Milano [3]
- Galeria Piazza Scala (italiană Gallerie di Piazza Scala), Milano [4]
- Muzeul de Artă Modernă și Contemporană din Saint-Étienne (italiană Musée d'art moderne et contemporain de Saint-Étienne), Saint-Étienne Métropole (Condotta).
- PAC - Pavilionul de Artă Contemporană (italiană Padiglione d'Arte Contemporanea), Milano.
- Fundația Le Stelline (italiană Fondazione Le Stelline), Milano [5]
- MACAM - Muzeul de Artă Contemporană în aer liber (italiană Museo d'arte contemporanea outdoor), Maglione [6]
- Galeria Civică din Modena (italiană Galleria civica di Modena), Palatul Muzeelor (italiană Palazzo dei Musei) [7]
- Muzeul de Artă Modernă din Bologna (italiană Museo d'Arte Moderna), Bologna.
- Muzeul Ambasadei Italiei (italiană Museo dell'Ambasciata d'Italia), Seul.
- Muzeul Băncii Sardegna (italiană Museo Banco di Sardegna e Banca di Sassari) [8]
- Muzeul Băncii Comerciale Italiene (italiană Museum of Banca Commerciale Italiana).
- Casa de Cultură din Bellreguard (italiană Casa de la Cultura di Bellreguard), Valencia.
- Muzeul din Valencia (italiană Museum of Valencia), Sala Parpallò.
- Muzeul de Artă Modernă și Contemporană din Varese (italiană Museo d'Arte Moderna e Contemporanea), Varese.
- Muzeul de Artă Contemporană din Capo d'Orlando (italiană Museo d'Arte Contemporanea), Capo d'Orlando.
- Muzeul din Salò (italiană Museum of Salò).
- MAPP - Muzeul de Artă Paolo Pini (italiană Museo d'Arte Paolo Pini), Milano.
- Muzeul Intesa SanPaolo (italiană Museo Intesa SanPaolo), Milano.
- Colecția de artă a Fundației Cariplo (italiană Collezioni d'arte della Fondazione Cariplo).

## Analiză critică
Opera lui Salvatore Garau se configurează ca o inflexiune epistemologică, o dislocare radicală a coordonatelor ontologice și semiotice care au guvernat arta vizuală din secolul al XX-lea până în prezent. Nu este vorba de depășirea picturii, ci de absorbirea ei într-o dimensiune metastorică, în care actul artistic devine un eveniment cognitiv pur, fără necesitatea unui suport, a unei imagini sau a unei materii.
Garau lucrează într-un câmp fenomenologic liminal, unde obiectul estetic se dizolvă și lasă să apară un principiu de prezență mentală absolută. Lucrările sale — tangibile sau imateriale — nu trebuie privite, ci activate: sunt structuri în așteptare, vectori ai unui câmp semantic în care privitorul încetează să mai fie observator și devine parte a dispozitivului generativ. Este o estetică a pragului, în care arta nu reprezintă, ci evocă.
În creația lui Garau, conceptul de imagine este înlocuit cu cel de prezență mentală. Lucrările sale — tangibile sau imateriale — nu se adresează privirii, ci structurii perceptive profunde a observatorului. Urmând principiul fenomenologic al lui Maurice Merleau-Ponty (viziunea este o întâlnire cu vizibilul care ne precede), Garau construiește câmpuri semantice în care invizibilul se manifestă ca act de conștiință. Este, așadar, o formă de pictură fără pictură: un aparat sensibil fără suport, o estetică a limitei, a rezonanței și a suspendării.
Cu lucrări precum Io sono (2021), o sculptură imaterială sub forma unei viduri certificate, Garau nu face un gest provocator, ci închide un proces început cu decenii în urmă, chiar în ape fluide alb-negru: deposedarea obiectului în favoarea ideii sale, transmutarea artei din suport în ființă ontologică.
În acest sens, Garau radicalizează intuiția lui Gaston Bachelard conform căreia spațiul este un ecou al psihicului (Poetica spațiului, 1957): instalațiile sale invizibile, pânzele extinse în gol, sunt medii mentale. Nu reprezintă nimic, pentru că nu trebuie: ele se activează.
Vidul garauian nu este absență, ci esență a intensității tăcute. Este, după cum spune Michel Foucault, un dispozitiv care produce vizibilitate prin ceea ce rămâne. Arta se eliberează astfel de regimul retinian și se reconectează cu matricea sa ritualică și oraculară.
În contextul semiozei contemporane, Garau introduce un nou model: opera care comunică fără să se arate. El golește semnul, lăsând doar urma sa semantică. Nu se limitează la evocarea invizibilului: îl instalează.
Ceea ce rămâne este un câmp al semnificației în așteptare: fiecare lucrare devine o interfață a imaginației, iar fiecare privitor — un coautor. Tabloul dispare, dar pictura supraviețuiește ca proces mental. În acest sens, Garau este artistul care a ucis pictura pentru a o salva. Neagă opera pentru a o afirma, prezentând propria sa Critică a rațiunii pure vizuale, care invită la căutarea unor escatologii seculare în adâncurile privirii și ale limbajului.
Garau nu îl depășește pe Kant: îl răstoarnă din interior. Demonstrează că o estetică postkantiană este posibilă doar dacă opera încetează să mai fie un obiect și devine un eveniment mental, un act lingvistic, un vid înzestrat cu intenționalitate. Lucrările sale sunt deja dincolo de fenomenologie, dincolo de estetică, și operează în câmpul metafizicii performative.
Garau se prezintă ca primul artist cu adevărat postuman. Lucrările sale, active în domeniul invizibilului și al artei conceptuale, nu cer viziune, ci construcție conceptuală; nu oferă date figurative, ci unități generative de sens; nu ocupă spațiu fizic, ci există în cadrul modelelor cognitive colective.
Salvatore Garau nu pictează imagini: el trasează câmpuri cuantice ale semnificației. În el, pictura este deja dincolo de sine. Este ontologie plastică, ritualitate a absenței, etică a evocării.
Fiecare lucrare a sa este un nod de conștiință activă, o interpelare pură, o arhitectură a nimicului care generează memorie colectivă.
Valoarea sa nu poate fi ancorată în suprafață, suport sau tehnică: el a deplasat chiar pragul artei.